# Vacrothele hunanica
Espèce
Synonymes
- Macrothele hunanica Zhu & Song, 2000

Vacrothele hunanica est une espèce d'araignées mygalomorphes de la famille des Macrothelidae.

## Distribution
Cette espèce est endémique de Chine. Elle se rencontre au Hunan, au Anhui, à Chongqing, au Sichuan, au Yunnan, au Guizhou et au Guangxi.

## Description
Le mâle mesure 10,00 mm et la femelle 13,20 mm

## Systématique et taxinomie
Cette espèce a été décrite sous le protonyme Macrothele hunanica par Zhu et Song en 2000. Elle est placée dans le genre Vacrothele par Tang, Wu, Zhao et Yang en 2022.

## Étymologie
Son nom d'espèce lui a été donné en référence au lieu de sa découverte, le Hunan.

## Publication originale
- Zhu & Song, 2000 : « Review of the Chinese funnel-web spiders of the genus Macrothele, with descriptions of two new species (Araneae: Hexathelidae). » The Raffles Bulletin of Zoology, vol. 48, no 1, p. 59-64 (texte intégral).